# Morales (Gwatemala)
Morales – miasto we wschodniej Gwatemali, w departamencie Izabal, około 60 km na południowy zachód od stolicy departamentu, miasta Puerto Barrios, oraz od wybrzeża Morza Karibskiego. Miasto leży na nizinie, nad rzeką Río Motagua na wysokości 40 m n.p.m. Według danych szacunkowych w 2012 roku liczba ludności miasta wyniosła 35 574 mieszkańców. W odległości 6 km znajduje się rezerwat przyrody Sendero Parque Regional Municipal Montaña Chiclera a 40 km od miasta znajduje się Quiriguá  – strefa archeologiczna Majów.
W mieście znajduje się stadion Estadio Mario Mena. Swoje mecze rozgrywa na nim klub piłkarski FC Heredia.

## Gmina Morales
Jest siedzibą władz gminy o tej samej nazwie, która w 2012 roku liczyła 115 299 mieszkańców, co sprawia, że jest najliczebniejszą gminą w departamencie. Gmina jak na warunki Gwatemali jest duża, a jej powierzchnia obejmuje 1 295 km². Większość terenu gminy jest nizinna obejmując południowe wybrzeże jeziora Izabal, dolinę rzeki Motagua, lecz na południowym wschodzie teren wznosi się przechodząc w góry Sierra de las Minas.